# Haplogroupe D

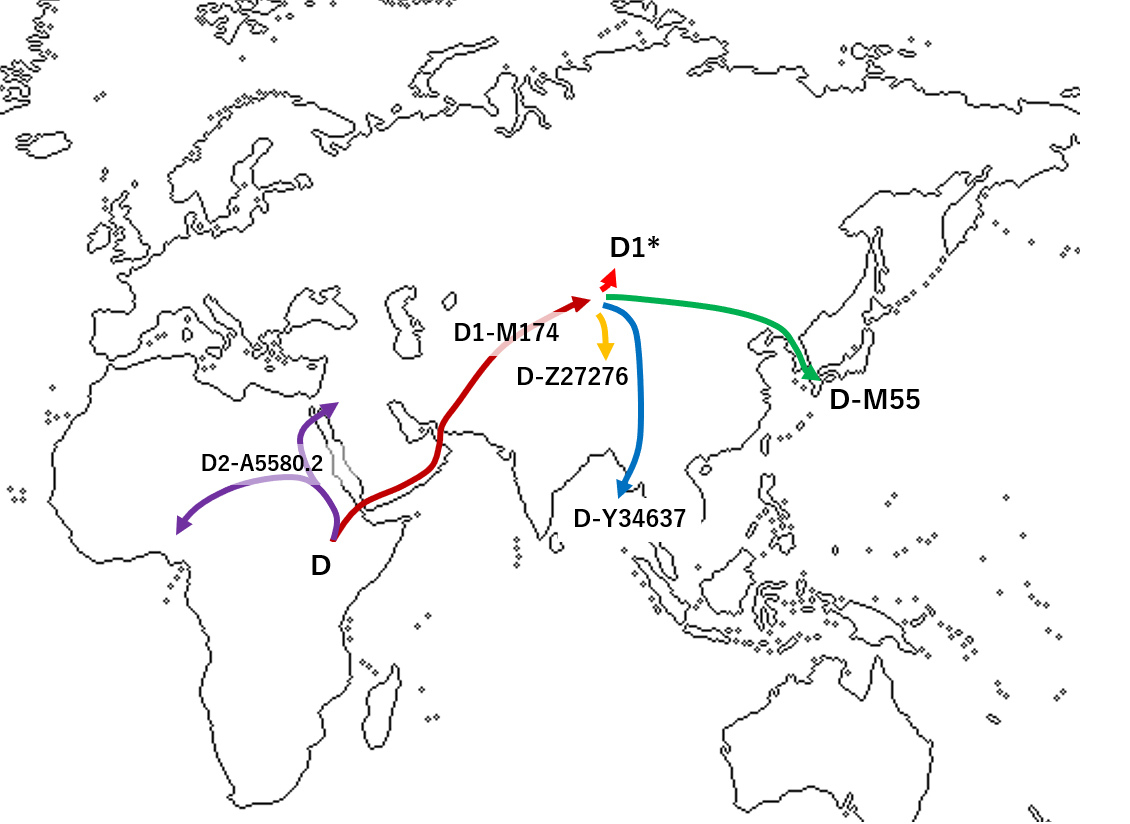
Parcours supposé de l'haplogroupe D

En génétique humaine, l’haplogroupe D (CTS3946) est un haplogroupe du chromosome Y.
L'haplogroupe D est supposé être originaire d’Afrique et D-M174 (D1) s’est étendu à l’Asie de l'Est.
Une étude publiée en 2019 a examiné plusieurs possibilités pour l'origine de l'haplogroupe D, y compris une origine ouest-asiatique et africaine, et privilégie une origine africaine,.

## Distribution
La plus forte proportion de porteurs de l'haplogroupe D se trouve au Tibet, au Japon et dans les îles Andaman. Cependant on ne trouve curieusement pas ce groupe en Inde. Les Aïnous du Japon se partagent entre l'haplogroupe D et l'haplogroupe C. Ainsi, l'haplogroupe D1b1, déjà présent chez des individus de la période Jōmon, est présent dans les populations japonaises modernes mais presque absent chez les autres Asiatiques de l'Est.
L'analyse des lignées paternelles des Onges, un peuple australasien des îles Andaman, montre que tous les individus étudiés sont porteurs de l'haplogroupe D.

## Sous-groupes
- DE (YAP)
  - D (CTS3946) ?
    - D1 (M174, IMS-JST021355)
      - D1a (CTS11577)　
        - D1a1 (F6251/Z27276)
          - D1a1a (M15)　Tibet[6]
          - D1a1b (P99)　Tibet, Mongolie, Asie centrale[6]

        - D1a2 (M64.1, M55)　Japon[6]
        - D1a3 (Y34637)　Îles Andaman（Onges, Jarawas)[7]

      - D1b (L1378)　Philippines[8]

    - D2 (A5580.2)　Nigeria[2], Arabie saoudite, Syrie[9]